# Dirigisme
Dirigisme (del francés "dirigisme") és un concepte polític-econòmic utilitzat per a designar un sistema en el qual el govern exercita una forta influència directiva en els sectors econòmics, generalment no a través de l'intervencionisme o de l'estatització sinó de l'ús d'incentius per a promoure pràctiques que són d'interès públic o general.
A pesar que molts consideren que tal influencia és, per definició, excessiva (el DNV, per exemple, defineix el terme com significant "Tendència del Govern o de qualsevol autoritat a intervindre d'una manera abusiva en una determinada activitat."), això no és necessàriament el cas. Igualment, a pesar que el concepte ha sigut usat per a designar una economia centralitzada en la qual el govern o l'estat efectivament controla els mecanismes de producció i distribució, etc. -és a dir, com a equivalents a certs sistemes socialistes o col·lectivistes com en el cas de l'Estat socialista- eixe no és el sentit que la paraula tenia originalment o té fins i tot en el present a França (i a través d'aquesta en altres països), on és usada generalment per a designar un sistema essencialment capitalista amb participació forta de l'Estat, específicament amb un rol estatal de coordinació. En altres paraules, és un sistema que pot ser considerat com a capitalisme d'Estat.
En tal sentit, moltes economies modernes poden ser caracteritzades com amb algun grau de "dirigisme" (vegeu economia mixta), per exemple, el govern generalment subsidia estudis i desenvolupaments científics o tècnics o promou la indústria nacional a través de programes fiscals, per exemple, producció i compra de material militar, sanitaris, educatius, etc.

## Orígens i evolució del terme
Els orígens del dirigisme -entès com l'acció governamental a fi de crear, promoure o defensar la indústria o economia d'un país- es troba en les obres de monarques tals com Pere el Gran de Rússia, Josep I de Portugal; Carles III d'Espanya i altres propis de l'absolutisme. (vegeu: Manufactura real) Entre ells es destaca Lluís XIV de França qui, a través de Jean-Baptiste Colbert -el seu ministre de finances- va transformar el que havia sigut l'acció ocasional d'alguns reis en "política d'estat". (vegeu Colbertisme)
Posteriorment Henri de Saint-Simon va introduir el terme com a tal, però va generalitzar i modifique la proposta, transformant-la d'un dels objectius estatals, en l'objectiu principal de l'estat, la qual cosa requeriria una reorganització d'aquest. Saint Simon percebia eixa reorganització de la societat tenint lloc sota l'adreça una elit de filòsofs, científics i tècnics liderant un procés pacífic d'industrialització moderat per un "humanisme-cristià" -el qual tindria científics com a sacerdots- Saint Simon no concebia l'anterior com requerint un govern fort, sinó per contra, un basat en comunitats i consensos. En Eixa mesura, el pensament de Saint Simon ha sigut considerat "progressista" o "socialista".
Amb posterioritat Auguste Comte reprèn el concepte (en el seu "Système de Politique Positive" -1851) assignant al govern el rol de conduir l'acció individual a l'objectiu comú. Per Comte eixe govern -s'al·lega i a diferència del suggeriment de Saint Simon- és autoritari, en què l'acció progressista de Saint Simon deixa de ser basada en discussions i acords i es transforma en el descobriment i aplicació de "lleis naturals" pels administradors cientificotècnics de l'estat. Mentre en la concepció de Saint Simon els savis guien a través de l'argument lliure a la comunitat -els membres de les quals són lliures per a dissentir- en Comte els savis tenen el paper principal d'educar en un procés que "donarà a cadascun el coneixement necessari per a comprendre el seu lloc, el seu paper com a "òrgan de la humanitat" a través d'un sistema que ha de ser "precís tant sobre els programes com sobre els "quadres institucionals"; tendint a limitar absolutament la intervenció de la individualitat... (implementant de manera rutinària) la recerca administrativa, centralització uniformizant, reasignació regular del personal a fi d'evitar relacions personals, cursos de contingut precís i programes estrictes, tot és planificat i anunciat per endavant.
El desenvolupament d'eixa concepció política del dirigismo va coincidir amb el desenvolupament de la meritocràcia i burocràcia com a formes d'administració, especialment l'administració pública. Eixes concepcions van donar forma a França a la reformació de l'École polytechnique (en 1817) i, posteriorment al període de Napoleó III i a la Comuna de París, a la fundació de diverses "altes escoles", tals com la de l'École lliure dónes sciences politiques i, eventualment (en 1945) a l'École Nationale d'Administration
S'ha suggerit que la proposta és que països que no havien assolit desenvolupament econòmic a través del laissez faire serien capaços d'aconseguir desenvolupar, enfortir i expandir tant la indústria com l'economia nacional a través d'un dirigisme econòmic.
Aquesta posició va aconseguir un apogeu, a França després de la Segona Guerra Mundial, amb el "dirigisme" del Gaullisme, sistema a través del qual eixe país va cercar no solament reparar els grans estralls que la guerra havia causat sinó expandir i modernitzar tant la base industrial com la infraestructura de tota classe en eixe país.
Per exemple, s'ha adduït que la indústria francesa de preguerra estava generalment composta d'empreses familiars, sovint massa xicotetes i conseqüentment, descapitalitzades i freturoses de béns de capital i organització modernes i eficients, que simplement havien sigut incapaces de competir a nivell internacional - De Gaulle famosament va exemplificar la situació amb la pregunta retòrica "Com es pot governar un país que té més de 300 classes de formatges...?". A més, molt del material i maquinària moderna havia sigut simplement "traslladat" a Alemanya durant l'ocupació i en general, destruït durant la guerra mateixa.
Els governs francesos van enfrontar eixa situació, sota el lideratge del gaullisme, amb un Commissariat au pla ("Comissió per al Pla"). A diferència, per exemple, amb el sistema imperant en la Unió Soviètica, el govern francés mai va cercar obtenir la propietat generalitzada de les empreses ni va imposar objectius obligatoris com a part "del pla". En general, açò s'implementava a través de l'ús d'incentius.
Per exemple, l'objectiu general del pla era produir una indústria capaç de competir a nivell internacional tant amb l'anglesa com amb la nord-americana. Una part essencial d'eixe objectiu general va ser aconseguir que les empreses franceses es fusionaren en conglomerats "campions nacionals" o "de renom" que podien ser promoguts a nivell internacional pel govern. Al mateix temps, l'estat podia donar-los suport financer tant directe com a indirecte (per exemple, comprant solament en empreses franceses) Altres formes de suport financer indirecte inclouen el finançament estatal d'estudis i desenvolupaments cientificotècnics (incloent projectes industrials específics que s'espera que generen desenvolupament tècnic generalitzat a través de la indústria -per exemple, el projecte que va donar origen al Concorde), la provisió de personal altament especialitzat, etc.
L'àrea en la qual el govern francés cerque un major nivell de control -a part del sistema educatiu i d'estudis científics- va ser la provisió d'infraestructura i serveis relacionats. El govern francés cree o ha sigut el propietari de l'empresa de ferrocarrils (SNCF), d'electricitat (EDF), l'empresa de gas (GDF), aerolínia nacional (Air France), sistemes nuclears i indústries de l'espai (CNES i l'Aérospatiale). etc, No obstant això, l'estat francés ha deixat llargament a la indústria privada la construcció i manteniment de supercarreteras i altres vies terrestres.
El projecte va ser llargament reeixit. Durant les dècades des de 1945 a 1975 França va experimentar un creixement econòmic sense precedent en la seua història (4,5 % en mitjana) el que al costat d'un gran creixement demogràfic, la integració de manera competitiva de França a una economia internacional en expansion i conseqüent, el restabliment de l'orgull nacional, van portar al fet que eixe període siga conegut com els Trente Glorieuses.
Durant dit període, sota les presidències dretanes o conservadores de Charles de Gaulle i Georges Pompidou, el dirigisme va ser vist a França com una via intermèdia entre el sistema dels EUA de mínima intervenció estatal i el del Bloc de l'Est, d'intervenció màxima.
No obstant això, seguint la Crisi del petroli de 1973, el Partit Socialista de França, liderat per François Mitterrand va ser elegit prometent major intervenció. Sota eixe govern molts bancs i indústries van ser estatitzats. No obstant això, els mals resultats d'eixa política van forçar (1983) l'abandó d'eixes temptatives i la introducció d'una política de rigueur ("rigor").
Amb posterioritat, durant la campanya electoral de 2007, tant Nicolas Sarkozy -qui va ser elegit president- com altres candidats, van proposar una tornada al model dirigista. Aquesta proposta sembla haver sigut reforçada a conseqüència de la crisi financera de 2008, la qual cosa va portar al president Sarkozy a proposar mesures -en el context tant d'eixa crisi com de la deslocalització- per a "reindustrialitzar França".

## Dirigisme en altres sistemes polítics
Països tals com el Líban i Síria i uns altres que van ser "departaments d'ultramar" de França), han sigut influïts pels principis del dirigisme.7
S'ha suggerit que el dirigisme econòmic és una part inherent del feixisme. i que va constituir les bases de l'economia política dels nazis. (vegeu Economia política dels nazis)
Cessés Santoro, un feixista que visite Alemanya en l'època, ho posa així: "En la declaració programàtica, ja citada al principi de la nostra obra, Adolf Hitler va anunciar que el nou govern es proposava "vetlar pels interessos econòmics del poble alemany no pel camí tortuós d'una gran economia burocràtica organitzada per l'Estat sinó per l'impuls més fort dau a la iniciativa particular sobre la base del reconeixement de la propietat privada". El reconeixement del principi que, en contrast amb el que ocorre en la Rússia soviètica, l'Estat té per missió dirigir l'economia però no administrar-la per si mateix (funció que correspon exclusivament a l'economia mateixa) no pot ser més explícitament expressat. També així ha sigut establit solemnement el principi de la propietat privada amb el que s'estimula al patró a eixamplar més la seua empresa per a aconseguir els majors resultats possibles. Aquests dos principis determinen les normes directives per a la reorganització nacionalsocialista de l'economia industrial; aquelles exigeixen una administració autònoma la missió de la qual consisteix a assessorar i tutelar a les associacions industrials o als socis que formen part d'ella. Aquesta administració té el deure transmetre al govern els desitjos dels patrons que prenen part en l'obra de reconstrucció econòmica".
No obstant, altres autors argumenten que el sistema econòmic del feixisme -tal com va ser implementat per, entre d'altres, Benito Mussolini i Adolf Hitler- és una barreja de diversos suggeriments econòmics.

## Dirigisme i Planificació indicativa
A partir de la dècada dels 70 del segle XX es va introduir al Japó una innovació al dirigisme "tradicional", que ho transforma en el sistema actual de Planificació indicativa. La Planificació indicativa és més àmplia que el dirigisme pròpiament tal, en què permet a l'estat tant més discreció en objectius com en els mitjans a utilitzar. No obstant, àdhuc roman dins dels límits generals del dirigisme, en què no cerca controlar sinó coordinar l'acció tant de sectors privats com a estatals.
Eixa nova aproximació va començar a difondre's i posar-se en practica en els països del sud-est d'Àsia, específicament: Taiwan, Corea del Sud, Singapur i Hong Kong (després de la seua unió amb Xina) etc, països que van arribar a convertir-se ràpidament en els anomenats quatre dracs asiàtics. S'ha suggerit que la República Popular Xinesa mateixa ha començat a implementar mesures derivades d'aquesta aproximació.